# Château de la Cigogne
Le château de la Cigogne est situé sur la commune de Mignaloux-Beauvoir, dans le département de la Vienne.

## Historique
Le domaine de la Cigogne ou "Sigogne" apparaît pour la première fois dans les archives vers l'an 1100. Un certain Rainaldus de Cigunnia est alors mentionné. La Cigogne semble ensuite désigner un hameau relevant du commandeur de Beauvoir et située près du bourg de Mignaloux. C'est là qu'aurait été construit le château de la Cigogne, au 16e siècle Le domaine appartient au 16e siècle à Antoine Regnault, écuyer, seigneur de Traversay, conseiller au parlement de Bretagne, puis à son gendre, Jacques Porcheron, écuyer, seigneur de la Cigogne, époux de Julie Regnault. Le 18 mars 1598, Jacques Porcheron vend la Cigogne à Maurice Roatin, juge au présidial de Poitiers, maire de Poitiers de 1594 à 1595. Roatin achète par ailleurs les métairies de Sainte-Jeanne et de la Péraudrie.  La Cigogne comprend donc désormais non seulement le futur château et la métairie principale ou "grande métairie" qui le jouxte, mais aussi ces deux métairies voisines. À Maurice Roatin succède son fils, Pierre Roatin, seigneur de la Cigogne, conseiller et juge au présidial de Poitiers. Comme son père, il est maire de Poitiers en 1625. C'est lui qui en 1617 et 1627 rend aveu pour son fief de la Cigogne auprès de l'abbé commendataire de l'abbaye de la Réau. Et c'est probablement lui qui fait construire le château tel qu'on peut encore l'observer aujourd'hui en grande partie.
Le 3 mai 1769, la Cigogne est vendue à Xavier Baron, seigneur de Vernon, qui, accablé de dettes, la revend le 2 janvier 1779, à Sara Creagh, veuve du baron irlandais Valentin Keating. La veuve Keating s'installe au château de la Cigogne, mais c'est à Poitiers qu'elle meurt le 13 mai 1793. Deux de ses enfants et héritiers ayant émigré, la Cigogne est partiellement saisie comme bien national et vendue. Les autres héritiers, qui n'ont pas émigré, rachètent ensuite la part saisie. La Cigogne reste donc, en indivision, dans les mains de la famille Keating qui vendent le domaine à M. Marchand-Duchaume, ancien procureur à Poitiers.
Le 12 février 1846, Hippolyte Bain de la Coquerie (1812-1876), avocat et juge suppléant au tribunal civil de Poitiers  achète la Cigogne et ses fermes.  C'est lui qui procède à des travaux au logis en 1853. En 1869, il obtient le déplacement du chemin de Mignaloux à la vallée des Touches, qui passait au pied du château, déplacé vers l'ouest, là où se trouve aujourd'hui la route. Hippolyte Bain de la Coquerie transmet la Cigogne à sa fille Gabrielle et à son gendre, Hilaire Parent de Curzon. Leurs descendants sont aujourd'hui toujours propriétaires de la Cigogne.
Les façades et toitures du logis et des communs font l’objet d’une inscription au titre des monuments historiques depuis le 26 mai 1986.